# اسلینگن (ناحیه)
اسلینگن (ناحیه) (به آلمانی: Esslingen) یک ناحیه در آلمان است که در اشتوتگارت واقع شده‌است. اسلینگن ۵۱۲٬۲۷۹ نفر جمعیت دارد.